# Tio i topp
Tio i topp var Sveriges Radios första topplista för musik, och sändes mellan 1961 och 1974.
Programmet hade premiär den 14 oktober 1961 med Lill Lindfors som programledare. Programmets sista programledare var Kaj Kindvall. Låtarna som låg på Tio i topp var ofta garanterade en plats på svenska försäljningslistan, Kvällstoppen.

## Historia

### Bakgrund
Tio i topp startades som Melodiradions svar på Radio Nords lista Topp 20+10. Där fick lyssnarna brevledes rösta på låtar, men i Tio i topp användes en annan metod. Omröstningen skedde genom besök i olika städer och gick ut i direktsändning på lördagseftermiddagar kl 15.00. Ungdomar fick trycka på så kallade mentometerknappar, och en ljudillustration gick ut i radioapparaterna, ett smattrande ljud som påstods komma från själva röstknapparna men ljudet kom från en leksak, en batteridriven kulsprutepistol som Carl-Eiwar skötte. Från början fanns juryn i två städer, där Stockholm var stående juryort.
En timme innan programmet gick ut i radio fick juryn lyssna på tio nya låtar. Av dessa röstades fem låtar fram vilka sedan utmanade de tio som låg på listan. De 15 låtar som var kvar spelades upp i programmet, och publiken fick genom sina mentometerknappar först rösta på vilka låtar som skulle åka ur listan. Till sist spelades de tio låtar som varit mest omtyckta och publiken hade nu att rösta på en enda låt, fast eftersom det inte fanns någon som helst möjlighet att kontrollera så var det säkerligen många som röstade på flera låtar som de gillade.
25 november 1961 hamnade Anita Lindblom, som första svenska artist, på första plats i programmets topplista. Låten var "Sånt är livet".

### Utveckling
Under sommaren 1962–1966 ersattes Tio i topp av Sommartoppen, där det bara fanns jury i en stad, men där hade man bara en omröstningsomgång istället för den tredelade som var i huvudprogrammet. I september 1963 slopades den omständliga röstningsproceduren även i huvudprogrammet, och det blev tillåtet att rösta på tre låtar. 
Det fanns en regel som stadgade att varje artist bara fick ha med en låt på listan, en regel som dock inte hindrade Ray Adams att ha med två låtar på de första Tio i topp-listorna, och som inte hindrade The Shadows från att ligga på listan både som soloartister och som kompgrupp till Cliff Richard. Den 4 januari 1964 blev det tillåtet för en artist att ha med två låtar på listan, och anledningen var att man ville testa The Beatles "I Want to Hold Your Hand" på grund av deras stora popularitet. I december 1964 slopades tvålåtarsregeln helt, och det blev nu tillåtet för en artist att ha mer än två låtar på listan, något som Hep Stars gynnades av då de vid ett par tillfällen låg etta, tvåa och fyra på listan.
Hösten 1964 ändrades också urvalsförfarandet till något som kallades Trettio i test, vilket från och med 15 april 1966 också sändes i radio.
Vissa artister gjorde "kupper" mot programmet. Svenska popgrupper med singlar som togs in på försök till listan kunde till exempel spela live i den stad där Tio i topp skulle hållas dagen innan programmet sändes och på det sättet påverka jurymedlemmarna. Detta motverkades genom att antalet juryorter från den 3 september 1966 utökades till tre, dock var Stockholm fortfarande stående juryort. Men efter att gruppen Science Poption hade “kuppat” mot programmet genom att de skickade sina fans till biljettutdelningsplatsen i Stockholm så fråntogs Stockholm sin status som ständig juryort.
Den 1 juni 1968 togs dock mentometerröstningen bort och istället valde SCB ut jurymedlemmar som fick lämna sina röster via telefon. Detta system användes fram till nedläggningen.

### Sista åren
Den 15 april 1972 utökades Trettio i test till 35 låtar, men den 14 juli 1972 slopades Trettio i test och ersattes med Kanske på Tio i topp, där juryn nu hade 30 låtar att välja bland, varav 10 från den senaste listan. Nackdelen med jurysystemet var att omsättningen av låtar var trög, och den 14 oktober 1972 infördes ett åldersavdrag, vilket i praktiken gjorde det omöjligt för någon låt att ligga mer än tolv veckor på listan.
Tio i topp har fått flera efterföljare, men uppstod ursprungligen som ett sätt att bemöta populariteten från piratradion Radio Nord i början av 1960-talet som hade omröstningar om de populäraste låtarna.
Programmet lades ner efter en kulturpolitisk debatt och kritik från musikrörelsen. Det sista programmet sändes den 29 juni 1974 och den sista listettan var "Sugar Baby Love" med The Rubettes.  
"Ett av deras (Aktionsgruppen Rädda radion 1971) krav var avskaffandet av radions topplistor, som man ansåg bidrog till att konservera musiksmaken till förmån för de multinationella skivbolagens 'imperialistiska Coca Cola-kultur'." 
Kaj Kindvall återkom dock redan samma år med de båda snarlika radioprogrammen Poporama och Discorama.

## Rekord
- Den populäraste låten (129 poäng) var "Beautiful Sunday" med Daniel Boone, som låg 17 veckor på listan.

- De låtar som låg längst på Tio i topp var "Simon Says" med 1910 Fruitgum Company (1968) och "Sleepy Joe" med Herman's Hermits (1968), vilka var med i 18 veckor.[1]

- Den låt som låg längst på förstaplats på Tio i topp var "Lookin' out My Back Door" med Creedence Clearwater Revival (1970), som låg etta i 10 veckor.[1]

- Flest låtar på listan hade The Beatles med 35 låtar, av vilka 18 nådde förstaplatsen. Cliff Richard hade näst flest, 21 låtar.[1]

## Signatur
Tio i topps signaturmelodi var från början "The Hully Gully Twist" (1960) med Bill Doggett’s Combo. 1972 byttes den ut mot "Outa Space" (1971) med Billy Preston.
Sommartoppens signaturmelodi var "Tequila Twist" (1962) med The Champs.